# 정진 (야구 선수)
정진(, 1979년 6월 8일 ~ )는 KBO 리그 NC 다이노스의 전 우완 사이드암 투수이자, 현 순천효천고등학교 야구부 감독이다. 개명전 이름은 정성기 (鄭城基)이다.

## 아마추어 시절
여문초등학교, 여수중학교, 순천효천고등학교를 졸업하여 동의대학교의 창단 멤버로 입학했다. 1999년 4월 11일 동의대학교의 창단 첫 경기인 제33회 대통령기 전국야구대회에서 고려대학교를 상대로 9이닝 4피안타 1실점 완투승을 거두며 동의대학교의 창단 첫 승리를 이끌었다. 동의대학교를 졸업하고 미국 메이저 리그 팀 애틀랜타 브레이브스에 입단하였다.

## 애틀랜타 브레이브스 시절
구단 산하 싱글 A에서 주로 중간계투로 등판했으며, 대한민국 복귀 이후에도 주로 중간계투로 등판하였다. 2004년 병역 비리에 연루되어 잠시 귀국하고 현역으로 군 복무를 마쳤지만, 애틀랜타 구단에서 그에게 계속 관심을 가져 주었다. 제대 후 다시 미국으로 건너가 애틀랜타에 복귀하여 2007년 싱글 A 올해의 투수상을 받았고 더블 A로도 승격되었으나, 트리플 A 및 메이저 리그에는 오르지 못해 2009년 구단에 방출을 요청하여 퇴단한 후 미국 생활을 청산하고 영구 귀국했다.

## NC 다이노스 시절
이후 2년 간의 대한민국 복귀 유예 기간이 지나 NC 다이노스 선수를 차출하는 2차 트라이아웃에 참가한 이후 합격하여 KBO 리그 무대에 나서게 되었다. 트라이아웃 때 창원으로 가던 도중 교통 사고를 당하는 불운을 겪었으나, 극적으로 성공하였다. NC 다이노스에서는 2012년 팀의 투수 조장을 맡았다. 그러나 1군에는 2013년 5경기에 나선 게 전부였다. 2014년에는 단 한번도 1군에 콜업되지 못했고, 결국 2014년 시즌 후 보류선수 명단에서 제외되면서 방출됐다.

## 은퇴 후
NC 방출 직후 울산공업고등학교 코치로 임명되며 지도자로 전향했다. 2016년에는 덕수고등학교 코치를 맡았다. 
2020년부터 모교인 순천효천고등학교 감독으로 임명됐다.

## 연봉
| 연도   | 연봉       | 인상률(%) | 비고 |
| ------ | ---------- | --------- | ---- |
| 2012년 | 2,400만 원 | 0         |      |
| 2013년 | 2,600만 원 | 8.6       |      |
| 2014년 | 2,600만 원 | 0         |      |

## 출신학교
- 여수여문초등학교
- 여수중학교
- 순천효천고등학교
- 동의대학교

## 통산 기록
| 년도 | 소속팀 | 평균자책점 | 경기수 | 완투 | 완봉 | 승 | 패 | 세 | 홀 | 승률  | 이닝 | 피안타 | 피홈런 | 4사구 | 탈삼진 | 실점 | 자책 | 비고 |
| ---- | ------ | ---------- | ------ | ---- | ---- | -- | -- | -- | -- | ----- | ---- | ------ | ------ | ----- | ------ | ---- | ---- | ---- |
| 2013 | NC     | 3.86       | 5      | 0    | 0    | 0  | 0  | 0  | 0  | 0.000 | 7    | 6      | 0      | 3     | 5      | 4    | 3    |      |
| 통산 | 1시즌  | 3.86       | 5      | 0    | 0    | 0  | 0  | 0  | 0  | 0.000 | 7    | 6      | 0      | 3     | 5      | 4    | 3    |      |